# Levanella
Levanella è una frazione del comune di Montevarchi che si estende lungo la ex Strada statale 69 di Val d'Arno (SS 69), ora Strada Regionale 69 di Val d'Arno, tra Montevarchi e Levane. Da area rurale periferica, a cavallo tra gli anni '60 e '70, si è trasformata nel distretto industriale montevarchino fino ad esplodere, negli anni '80, come centro residenziale. È salita agli onori delle cronache quando la griffe Prada vi ha trasferito parte della produzione ed ha aperto uno spaccio aziendale, citato da molte guide turistiche, e visitato oggi da frotte di fan dello shopping da tutto il mondo.

## Storia
Anticamente il nome originario della località era Avanella o Vanella che, come nel caso di Levane, era la volgarizzazione di un termine tardo latino che indicava una riserva di caccia padronale. Solo che, evidentemente, rispetto a Levane era più piccola e per questo prese la forma diminutiva. Da cui, con articolo, passò ad essere L'Avanella o La Vanella che, per contrazione, diventò prima Lavanella e poi l'attuale Levanella.
Dalle Rationes decimarum Italiae ossia i registri di pagamento delle decime ecclesiastiche risulta che già nel 1275 presso Levanella sorgesse un Ospedale di Santa Lucia che pagava regolarmente la sua Decima al Vaticano.
Per quanto riguarda invece la prima notizia relativa a una chiesetta, il che presuppone l'esistenza di una comunità abbastanza consistente e omogenea, bisogna aspettare le relazioni sulla visita pastorale del Vescovo di Arezzo del 1642 che nominano in Levanella un oratorio dedicato a Santa Lucia. La cappella dipendeva originariamente dalla Parrocchia di Sant'Andrea a Cennano a Montevarchi ma poi "sul riflesso che gli abitanti di questa campagna erano troppo distanti dalla loro parrocchia, il Granduca Leopoldo I ordinò, che costà fosse edificata una chiesa, nella quale vennero impiegati molti materiali dell'abbandonata chiesina di S. Niccolò a Ganghereto. La chiesa di Levanella fu eretta in parrocchia con decreto del Vescovo di Arezzo, dato li 4 maggio del 1793" e prese il nome di SS. Andrea e Lucia.
Il granduca dette il suo assenso all'emancipazione di Levanella al grado di parrocchia perché negli anni, da mera località rurale nata attorno a due grosse fattorie padronali una appartenente ai Pitti e l'altra agli Strozzi, si era trasformata anche in centro manifatturiero di terrecotte, una delle produzioni tradizionali dell'artigianato valdarnese: "dal terreno stesso, per certe sue speciali qualità, son tratti i materiali per le principali fabbriche esistenti nella provincia le quali consistono in fornaci di terraglie [...] Tra le diverse fabbriche della provincia debbe considerarsi come principale quella delle Terraglie ordinarie; una delle quali è a Pelago, diverse a Cancelli, alcune a Cavriglia, altre a Levane, a Levanella, alla Ginestra in Valdambra. Queste terraglie sono formate d'impasto terroso molto forte per cui è difficile regolarne la cottura ma riescono di ottima qualità e di quelle [...] si fa molto smercio anche in Firenze.
Ciononostante Levanella, tra le terre toscane, godeva di grande popolarità soprattutto grazie alla sua locanda immortalata nel 1581 da Montaigne nel suo diario di viaggio: la locanda di Lavenelle [sic], a un miglio dal centro abitato, è famosa per essere la migliore in Toscana e confermo che lo è; anzi è la migliore che abbia incontrato in Italia. È tenuta in così grande considerazione che nobili e cavalieri di tutto il paese si danno appuntamento qui come facciamo noi [francesi] al Le More a Parigi o al Guillot ad Amiens. L'edificio sorge in un luogo particolarmente gradevole vicino a una fonte di acqua fresca e servono la cena in stoviglie di peltro che è una vera rarità da queste parti".

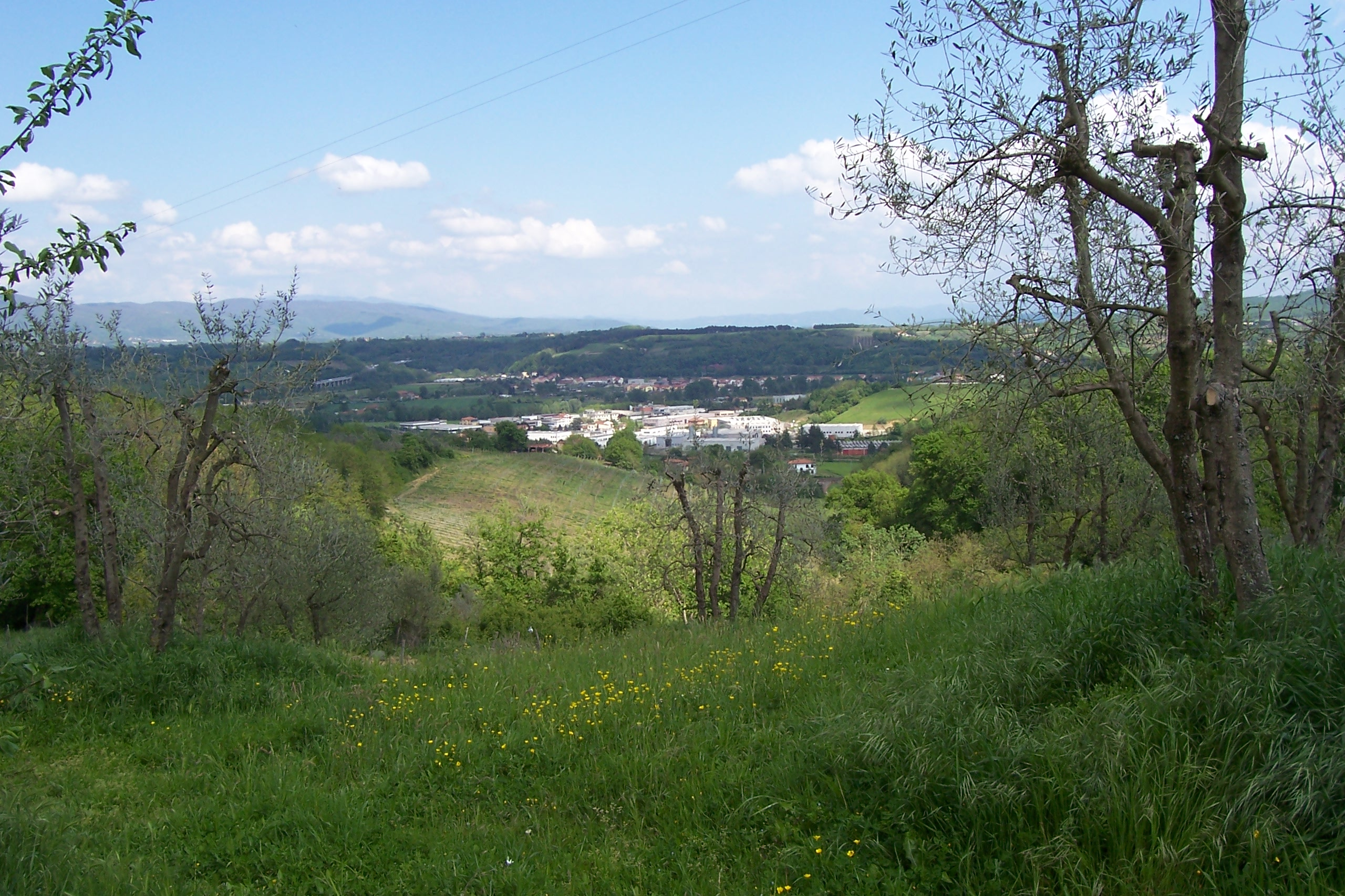
L'area industriale di Levanella

## Infrastrutture e trasporti
Dal 1914 al 1934 Levanella era collegata agli altri distretti industriali circostanti per mezzo della tranvia San Giovanni Val d'Arno-Montevarchi-Terranuova Bracciolini/Levane, una linea a trazione elettrica gestita dalla Società per la trazione elettrica del Valdarno superiore (STV). Tale infrastruttura svolse un ruolo essenziale nello sviluppo industriale della zona, arrivando a trasportare più di 1.300.000 viaggiatori l'anno.